# Isidor Goudeket
Isidor Goudeket (geboren 1. August 1883 in Amsterdam; gestorben 9. Juli 1943 im Vernichtungslager Sobibor) war ein niederländischer Turner.

## Biographie
Isidor Goudeket wurde in Amsterdam als Sohn von Simon Warradijn (1854–1909) und von dessen Frau Rebecca (1956–1943) geboren; er hatte eine Schwester, Jeanette (1893–1943) und einen Bruder, Isaac, genannt Jacques (1882–1943). Isidor war Diamantenspalter von Beruf, seine Leidenschaft war das Turnen. Kurz nach seiner Bar Mitzwa wurde er Mitglied der jüdischen Turnvereinigung Gymnastiek Vereeniging Spartacus, die 1886 gegründet worden war. Mit 17 Jahren hatte er sein Können im Concertgebouw und im Theater Carré gezeigt und war schon mit einem Turnverein ins Ausland gereist. Gemeinsam mit seinem Freund Emanuel Brouwer zählte er zu den besten Turnern Amsterdams. Ab 1905 starteten die beiden Männer für den Amsterdamse Turn Bond. Im Jahr darauf heiratete Goudeket Esther Weening (geboren 1886). Das Ehepaar bezog eine Wohnung im selben Haus in der Jodenbuurt, in dem die Eltern von Brouwer wohnten. 1908 wurde die Tochter Elise, 1910 Sohn Simon geboren.
1908 wurden Goudeket und Brouwer für die Olympischen Spiele 1908 in London nominiert, ihr Trainer Jan de Boer wurde Betreuer der über 20-köpfigen Turnmannschaft; de Boer selbst startete ebenfalls. Die ersten Wettbewerbe fanden am 11. Juli im Shepherd’s Bush Stadium, dem Spielort des lokalen Fußballvereins Shepherd’s Bush FC, statt. Goudeket belegte Platz 62, sein Freund Brouwer Platz 64. Im Mannschaftswettbewerb belegten die Niederländer den siebten und letzten Platz.
Zwei Jahre später fand in Brüssel ein internationales Turnfest anlässlich der dortigen Weltausstellung statt. Die niederländische Mannschaft errang den ersten Preis an Reck, Barren und Pferd und erhielt einen Ehrenpreis für ihre Kür. Am Abend des 14. August 1910 brach in einem der Hauptpavillons ein Brand aus. Goudeket, Brouwer und neun Mannschaftskameraden vom Spartacus halfen in der allgemeinen Panik (es befanden sich 150.000 Menschen auf dem Gelände) möglichst vielen Besuchern, dem Feuer zu entkommen, bei dem auch einige wilde Tiere aus einem Pavillon ausgebrochen waren, in dem Belgien seine Kolonie Kongo präsentiert hatte. Eine belgische Zeitung berichtete von den „elf heldenhaften Juden, die zahlreiche Menschen gegen ausgebrochene Tiger, Löwen und Krokodile geschützt“ hätten.
In den 1920er Jahren führte Isidor Goudeket ein gutgehendes Geschäft für Kindermöbel, konnte mit seiner Familie das ärmliche Judenviertel verlassen und in eine bessere, geräumigere Wohnung im Stadtviertel De Pijp umziehen. Nach dem Börsenkrach 1929 zogen die Goudekets nach Antwerpen, wo er wieder als Diamantenschleifer arbeitete. Wegen des Umzugs musste er nach vielen Jahren sein Amt als Kassenwart des Spartacus aufgeben. Mit dem Turnen hatte er aufhören müssen, da seine Beine nach einem Schlaganfall im Jahre 1923 zum Teil gelähmt waren. Seine Kinder teilten aber seine Leidenschaft für das Turnen.
Als die Niederlande und Belgien im Mai 1940 von der deutschen Wehrmacht besetzt wurden, kehrte die Familie Goudeket nach Amsterdam zurück. Im März 1941 musste sich Isidor Goudeket gemäß der Verordnung VO 06/1941 als „Jude“ melden und dafür eine Gebühr von einem Gulden bezahlen. Während seine Nachbarn und seine Mannschaftskameraden vom Spartacus deportiert wurden (der Verein war seit 1941 verboten), darunter sein Mit-Olympionike Jonas Slier, war Goudeket zunächst freigestellt, weil er in den Diamantenbranche arbeitete. Er hatte jedoch ständig zwei gepackte Koffer hinter der Wohnungstür stehen. Im Zuge einer großen Razzia am 20. Juni 1943 wurden Esther und Isidor Goudeket aus ihrer Wohnung geholt und von Muiderport aus nach Westerbork deportiert. Zwei Wochen später, am 6. Juli 1943, wurden sie nach Sobibor deportiert, wo sie sofort nach ihrer Ankunft in den Gaskammern ermordet wurden.
Der Sohn Simon Goudeket, der Geiger von Beruf war, lebte seit 1928 in Antwerpen. Am 3. November 1942 wurde er von Mechelen aus nach Auschwitz deportiert. Sein Tod wurde nie offiziell festgestellt; nach dem Krieg legte das niederländische Justizministerium den 1. Juni 1945 als Sterbedatum fest. Mutmaßlich starb er vor dem 28. Februar 1943. Die Tochter Elise (1908–1974) überlebte als einzige ihrer Familie das Kriegsende; sie war mit ihrer Tochter untergetaucht. Ihr Mann Adam Montanjees starb am 3. April 1945 in Bergen-Belsen, Isidors Mutter Rebecca war 1943 in Amsterdam im Alter von 89 Jahren – vermutlich eines natürlichen Todes – gestorben. Emanuel Brouwer wurde von der Deportation verschont, da er mit einer „Arierin“ verheiratet war, wurde aber von den NS-Behörden gezwungen, sich sterilisieren lassen; er starb 1954. Mindestens zehn Mitglieder der Familie Goudeket wurden im Holocaust ermordet.
Vier Mitglieder der Turn-Olympiamannschaft von 1908 – Goudeket, Abraham d’Oliveira, Abraham Mok und Jonas Slier – wurden im Holocaust ermordet. Insgesamt waren es 16 niederländische Olympiateilnehmer, die dem NS-Terror zum Opfer fielen, so viele wie aus keinem anderem Land.
2009 veröffentlichte der Urenkel von Emanuel Brouwer, der Sportschriftsteller Erik Brouwer, das Buch Spartacus. De familiegeschiedenis van twee joodse olympiers über die Geschichte der Goudekets und der Brouwers. Das Buch wurde mit dem niederländischen Nico Scheepmaker Beker 2009 als bestes Sportbuch des Jahres ausgezeichnet.